# Poligon Tockoje
Poligon Tockoje (ros. Тоцкий полигон) – rosyjski poligon wojskowy położony 40 kilometrów na wschód od Buzułuku na którym przeprowadzono ćwiczenia Snieżok z użyciem broni jądrowej. Na terenie poligonu znajduje się tajna miejscowość Tockoje-2, a poza poligonem wieś Tockoje.

## ĆwiczeniaSnieżok
14 września 1954 roku na poligonie przeprowadzono wielkie manewry wojskowe z użyciem ładunku nuklearnego RDS-4 „Tatiana”, którymi dowodził marszałek Gieorgij Żukow. Bomba o mocy 40 kiloton została zrzucona z samolotu Tu-4 wybuchając na wysokości około 300 metrów ponad przygotowanymi wcześniej polowymi umocnieniami wypełnionymi wojskiem, żywymi zwierzętami i sprzętem wojskowym. Po eksplozji na teren skażony, w kierunku epicentrum skierowane zostało natarcie sowieckiego CXXVIII Korpusu Strzeleckiego. Jeden z żołnierzy korpusu tak opisał to co zobaczył: 

Po gęstym lesie dębowym pozostały tylko czarne zgliszcza. Zwęglone kikuty. Sprzęt bojowy – nasz i naszych umownych nieprzyjaciół – stopiony i zgnieciony. Zniknęły okopy i schrony – górna warstwa ziemi jakby się przemieściła. Teren się wyrównał. Widok był upiorny.

 Ćwiczenia obserwowały najwyższe władze Związku Radzieckiego i przedstawiciele generalicji z krajów tak zwanej demokracji ludowej.
Kolejne manewry z rzeczywistym użyciem broni jądrowej przeprowadzano na poligonie w Tockoje jeszcze co najmniej kilka razy. Testy oddziaływania broni nuklearnej na żywych ludziach, głównie nieświadomych niebezpieczeństwa żołnierzach i więźniach łagrów, wykonywano także na innych poligonach, między innymi Semipałatyńsku i Nowej Ziemi. Sprawie testowania bomb atomowych na ludziach w ZSRR polski dziennikarz Waldemar Milewicz poświęcił film dokumentalny.

## Los żołnierzy
W ćwiczeniach wzięły udział 44 tysiące żołnierzy i oficerów. Wszystkim uczestnikom w przededniu ćwiczeń wydano nowe mundury których po ćwiczeniach nie wymieniono na nowe, dodatkowo żołnierzy nie odkażono i przetrzymywano przez kilka miesięcy w obozie w pobliżu eksplozji. Tuż po ćwiczeniach prawie wszyscy dostali krwawej biegunki, po jakimś czasie dopadały ich choroby popromienne. Każdy z uczestników musiał podpisać zobowiązanie, że przez 25 lat od ćwiczeń nie wyjawi komukolwiek w czym brał udział. Nawet gdy zakaz już minął, żołnierze którzy zgłaszali lekarzom objawy chorobowe i ich przyczyny, byli oskarżani o kłamstwo bo z dokumentów sfałszowanych przez władze dla zachowania tajemnicy wynikało, że we wrześniu 1954 roku służyli na przykład na Syberii, a nie na poligonie Tockoje w obwodzie orenburskim.